# Чифтлик (Нигде)
Чифтлик (тур. Çiftlik) — город и район в иле Нигде в Турции, в 67 км от города Нигде и в 65 км от города Аксарай. До города Нигде есть более короткая дорога через горы, но она часто покрывается снегом и недоступна зимой. По состоянию на 2000 год, население района составляет 32.151 человек, из них 4.627 живут в районном центре.
Чифтлик в турецком языке означает ферма, раньше этот регион был известен как Мелендиз. В Чифтлике развито сельское хозяйство, кроме того, тут добывают обсидиан.

## Достопримечательности
- Множество античных погребений хёюк.
- Горячий источник и кратер у деревни Наркёй.

## Археология и палеогенетика
В районе Чифтлик находится неолитическое поселение Тепечик-Чифтлик (tr:Tepecik – Çiftlik Höyüğü). У фермеров из анатолийского местечка Тепеджик-Чифтлик, живших примерно 6 тыс. лет назад, определили митохондриальные гаплогруппы N1a1a1 (n=2) и N1b1a.